# Cerme (Juwangi)
Cerme is een bestuurslaag in het regentschap Boyolali van de provincie Midden-Java, Indonesië. Cerme telt 1407 inwoners (volkstelling 2010).